# 皇家加拿大鑄幣廠
45°25′53″N 75°41′57″W / 45.43135°N 75.699282°W
皇家加拿大鑄幣廠（英文：Royal Canadian Mint，法文：Monnaie Royale Canadienne）負責生產所有加拿大的流通硬幣，亦代表其他國家生產流通硬幣。鑄幣廠也負責設計和製造貴金屬和基本金屬紀念幣，包括金、銀、鈀、鉑金「條」和「幣」，勳章、獎章和代幣。還擁有金銀精煉廠和檢測服務。
皇家加拿大鑄幣廠是加拿大的國有企業，完全由加拿大政府擁有，加拿大政府為其唯一的股東。
2012年3月，加拿大政府決定停止生產便士；最後的便士於2012年5月4日上午在溫尼伯鑄造。

## 著名的硬幣

### 楓葉金幣、銀幣
加拿大楓葉金銀幣，是世界上最受歡迎之一的貴金屬硬幣，純度達到.9999，並且擁有極佳的防偽特徵。楓葉銀幣只發行1盎司版本，而金幣則有6種（1、1/2、1/4、1/10、1/20 盎司和1克）